# Deltocephalus nakaharae
Deltocephalus nakaharae är en insektsart som beskrevs av Matsumura 1914. Deltocephalus nakaharae ingår i släktet Deltocephalus och familjen dvärgstritar. Inga underarter finns listade i Catalogue of Life.